# Ralph Nader
Ralph Nader (ur. 27 lutego 1934 w Winsted) – amerykański polityk i aktywista społeczny pochodzenia libańskiego, którego ojciec wyemigrował z Libanu do Stanów Zjednoczonych.
W 1955 roku ukończył studia na Uniwersytecie Princeton, a w 1958 Harvard Law School. W 1959 służył przez sześć miesięcy w US Army; następnie rozpoczął pracę jako prawnik w Hartford.
Nader zyskał rozgłos w 1965 po opublikowaniu książki Unsafe at Any Speed (Niebezpieczne przy każdej szybkości), w której obnażył nieodpowiedzialność przemysłu samochodowego w projektowaniu samochodów, na przykładzie Chevrolet Corvair (model ten został wkrótce wycofany). Nader stanął na czele pierwszego współcześnie ruchu konsumenckiego, objeżdżając kraj z wykładami i organizując grupy społeczne, jak Public Citizen, których celem była walka z niedbałością i żądzą zysku wielkich korporacji. Młodych, radykalnych zwolenników Nadera nazywano wówczas Nader’s Raiders.
Nader stawał do wyborów prezydenckich w 1996 i 2000 roku, jako kandydat Partii Zielonych. Krytycy oskarżyli go o odebranie kluczowych głosów kandydatowi Demokratów, którym był Al Gore, wskutek czego wygrał George W. Bush. Nader wystartował również w wyborach w 2004 roku, tym razem jako kandydat niezależny – bez większego jednak rezultatu, osiągając zaledwie ok. 0,4% głosów.
Nader był niezależnym kandydatem na prezydenta Stanów Zjednoczonych w wyborach 4 listopada 2008.
Jest kawalerem.